# Rocchetta Ligure
Rocchetta Ligure (Rochëtta (Ligurin-a) in piemontese, A Rocheta in ligure) è un comune italiano di 211 abitanti della provincia di Alessandria, in Piemonte, situato alla confluenza del torrente Sisola nel Borbera, in val Borbera.
Per molti secoli fece parte dei Feudi imperiali liguri come dominio della famiglia genovese degli Spinola, durante la breve Repubblica Ligure fu capoluogo del dipartimento dei Monti Liguri Occidentali.

## Storia
La signoria della Rocchetta e Roccaforte appartiene almeno dal XIII secolo agli Spinola (provenienti dalla Germania intorno al 948 sotto l’imperatore Ottone) del ramo di Luccoli e ne viene data conferma imperiale nel 1369 e di nuovo nel 1478 con la giurisdizione sui castelli posti sulla riva destra del torrente Sisola ed il versante del fosso Avi che la divide dal feudo di Cantalupo. Con Stefano II Spinola (1579-26), proprietario dei feudi imperiali, è introdotta la primogenitura e nel 1607 riceve il privilegio imperiale di imporre gabelle sulle merci di transito nelle sue terre e procede alla ricostruzione dell'antico castello; nel 1609 promulga un nuovo Statuto, attribuendosi poteri assoluti, ed istituendo dal 1612 un maestro di scuola nel borgo. Il feudo arriva a comprendere le terre nelle valli del Borbera, Sisola, Scrivia e Vobbia. Deve sostenere una lunga controversia contro le pretese dello zio Mario su alcune zone del feudo familiare di Montessoro (1607). Poco prima di morire Stefano riesce e farsi riconoscere il diritto di primogenitura dei suoi possessi.
Con Napoleone IV (1607-83), succeduto al padre Stefano, la signoria viene migliorata anche nelle condizioni di vita della popolazione: egli è spesso presente nel marchesato con visite ed ispezioni ed il feudo è arricchito da un ospedale per i viandanti, data la posizione strategica della strada che collega il porto di Genova con Piacenza, Tortona e Pavia.  
Il 8.10.1644 la signoria viene elevata a marchesato con Rocchetta, Vigo e Centrassi, associandola alla contea di Ronco e alle consignorie di Busalla, Montessoro e Borgo de' Fornari. 
Avendo incrementato le entrate a seguito della concessione imperiale di istituire i pedaggi sulle merci di passaggio lungo la Via del Sale o Via dei Feudi imperiali (con inizio da Genova, Passo d'Orero, Casella, Croce, Val Vobbia, Mongiardino) che dal porto di Genova sale fino alla Lombardia, Napoleone erige il nuovo centro commerciale di Borgonuovo della Rocchetta sulla riva opposta del Sisola che confluisce nel Borbera, dotandolo di osterie, granai, un macello, una pesa per il bestiame e le merci, stalle, fontane ed abbeveratoi, lavatoi coperti, mulini, una polveriera, varie case per ospitare i mulattieri di passaggio, un mercato giornaliero, una stamperia (1673, ove sono pubblicati gli Statuti dell'Ordine di Malta), un nuovo palazzo feudale alla Rocchetta (1666-1678), un palazzo pretorio sede degli esattori delle gabelle sulle merci e per ospitare personaggi importanti di passaggio (come il ministro plenipotenziario imperiale arrivato nel 1722 per processare la popolazione in concorso nella diserzione di alcuni soldati dall'esercito imperiale) ed infine una zecca (1669-1721). 
Il fratello del marchese, religioso, fa erigere la grande chiesa di Sant’Antonio Abate. Gli succedono Stefano III (1633-1687), Carlo Napoleone (1671-1736) che erige un moderno ospedale a Borgo de’ Fornari, Giovan Battista (1707-1772). 
Stefano III, cerca di concludere definitivamente le secolari controversie di confine tra Roccaforte e Cantalupo e sui diritti della consignoria di Montessoro, mentre il successore Carlo Napoleone si vede costretto ad affrontare il dissidio con l’imperatore Carlo VI che intende privare i feudatari dell’oltregiogo della riscossione dei diritti sulla “regalia del sale”.
Carlo Napoleone è designato erede dalla sorella Geronima, vedova di Urbano Fieschi (1736).
Intanto il vecchio palazzo della Rocca è abbandonato e ceduto a Domenico Balbi, mentre amplia con varie acquisizioni di immobili e terreni i possessi di Borgo de Fornari.
Gli succede il figlio Giovan Battista fino alla morte del 27.09.1772, lasciando come erede universale il figlio Carlo Napoleone. Gio. Batta pur senza trascurare i suoi feudi, svolge la sua attività al servizio di Genova, come inviato alla corte di Napoli e poi di capitano di Sestri Ponente.
Carlo Napoleone II (1741-1805) è erede della madre Anna Maria Adorno e di conseguenza del patrimonio del nonno Giovan Battista Adorno morto nel 1689 (eredità Adorna). Nel 1753 il fortunato Carlo riceve nel 1753 anche la sostanziosa eredità dei Gentile col fedecommesso di Paolo Gentile, infine qualche anno dopo Carlo ottiene la rinuncia all’eredità paterna da parte della sorella Giovanna.
Tuttavia, a causa della disastrosa situazione finanziaria a cui porta il suo ingente patrimonio, Carlo, con decreto del Senato genovese del 30.08.1780, viene dichiarato “disabile” ed interdetto per l’amministrazione dei suoi beni per insolvenza; verrà riabilitato solo nel settembre 1797. 
Per tale dissesto finanziario, il marchese, privo di eredi, nel 1784 lascia l’amministrazione dei suoi beni ai “curatori” Anton Giulio Raggi, Raffaele De Ferrari, Francesco Maria Spinola che amministrano il marchesato fino al 1797. 
Per alcune quote anche i Doria e dal 1714 i Gentile sono comproprietari di Busalla, Montessoro e Borgo dei Fornari. Nel 1805 la sorella di Carlo, Giovanna, rimane tuttavia unica erede del patrimonio familiare dei beni a Fegino, Cornigliano, Ronco, Rocchetta e Roccaforte, Borgo de Fornari. Sposata con Giuseppe Pinelli, priva di eredi, lascia le proprietà ai cugini Giovan Antonio (1760-55) e Giacomo Filippo Raggi (1777-54).

## Monumenti e luoghi d'interesse

### Chiesa parrocchiale
La chiesa parrocchiale di Sant'Antonio Abate venne costruita tra il 1663 e il 1664 sulla base di una precedente cappella sorta presumibilmente nel XIII secolo.

### Palazzo Spinola
Palazzo Spinola fu voluto nel 1650 da Napoleone IV Spinola signore del feudo di Roccaforte per avere una residenza estiva.
Dopo il 1797 rimase disabitato e in abbandono. Oggi è sede del Comune, dal 1999 al 2005 è stata la sede europea del Living Theatre di New York, aperto con contributi dell'Unione europea, e attualmente ospita il Museo della Resistenza e della Vita Sociale in Val Borbera "Giambattista Lazagna".

### La Via del Sale
Uscendo verso sud dall'abitato lungo l'antica via del sale si incontra un nucleo di case quattrocentesche preesistenti al “Borgo Nuovo” di Rocchetta Ligure, chiamate “I Marughi” dal cognome degli antichi abitanti e proprietari, con la rustica porta di Valle Sisola, punto di sosta per il pagamento del dazio.

### Il Museo della Resistenza "Giambattista Lazagna"
Il Museo della Resistenza e della Vita Sociale in Val Borbera ha sede in palazzo Spinola, come precedente detto e fu fondato nel 1990 per iniziativa del Comune e della Regione Piemonte.
Raccoglie immagini fotografiche, armi, proiettili, oggetti come radio da campo, borracce, borse, zaini e altri utennsili dei partigiani della zona. Inoltre tramite anche un percorso didattico iconografico in ordine cronologico dove sono illustrati con testi e foto le fasi della Guerra di Liberazione dal 1943 al 1945.
Nel 2003 è stato dedicato a Giambattista Lazagna.

### L'ex ospedale di Palazzo Tassorello
L'ospedale nacque per volontà del savonese Tito Tosonotti, di famiglia valborberina che insieme al vecchio amico l'avv. Luciano Pertica di Rocchetta, riuscì a recuperare a Genova l'attrezzatura chirurgica e aprì il 13 agosto 1944 un ospedale a Palazzo Tassorello che funzionò fino alla fine della guerra curando sia partigiani che nazifascisti.

## Società

### Evoluzione demografica
Abitanti censiti

Nel paese secondo il censimento ISTAT del 31 dicembre 2007 vivevano 12 stranieri di cui 7 indiani, 4 romeni e un albanese.

## Cultura

### Eventi
- Sagra della fagiolana. Gastronomia e Artigianato. Fagiolane al verde con salamino, con le trippe, con tonno e cipolla. (Prima edizione 1971). La seconda domenica di settembre.

### Libri
Rocchetta Ligure è il paese natale di Valerio e Ferruccio (Uccio) Spinola, fratelli ciclisti immaginari, protagonisti del libro In piedi sui pedali di Luigi Garlando.

## Amministrazione
Di seguito è presentata una tabella relativa alle amministrazioni che si sono succedute in questo comune.
| Periodo        | Periodo        | Primo cittadino     | Partito                                            | Carica  | Note  |
| -------------- | -------------- | ------------------- | -------------------------------------------------- | ------- | ----- |
| 26 giugno 1985 | 25 maggio 1990 | Albino Paolo Corana | Partito Socialista Italiano                        | Sindaco | [ 7 ] |
| 25 maggio 1990 | 24 aprile 1995 | Albino Paolo Corana | Partito Socialista Italiano                        | Sindaco | [ 7 ] |
| 24 aprile 1995 | 14 giugno 1999 | Albino Paolo Corana | centro-sinistra                                    | Sindaco | [ 7 ] |
| 14 giugno 1999 | 14 giugno 2004 | Albino Paolo Corana | lista civica                                       | Sindaco | [ 7 ] |
| 14 giugno 2004 | 8 giugno 2009  | Giorgio Storace     | lista civica                                       | Sindaco | [ 7 ] |
| 8 giugno 2009  | 26 maggio 2014 | Giorgio Storace     | lista civica Insieme per Rocchetta e la Val Sisola | Sindaco | [ 7 ] |
| 26 maggio 2014 | 27 maggio 2019 | Giorgio Storace     | lista civica Insieme per Rocchetta e la Val Sisola | Sindaco | [ 7 ] |
| 27 maggio 2019 | 9 giugno 2024  | Fabio Cogo          | lista civica Noi per voi                           | Sindaco | [ 7 ] |
| 9 giugno 2024  | in carica      | Fabio Cogo          | lista civica Noi per voi                           | Sindaco | [ 7 ] |

## Galleria d'immagini

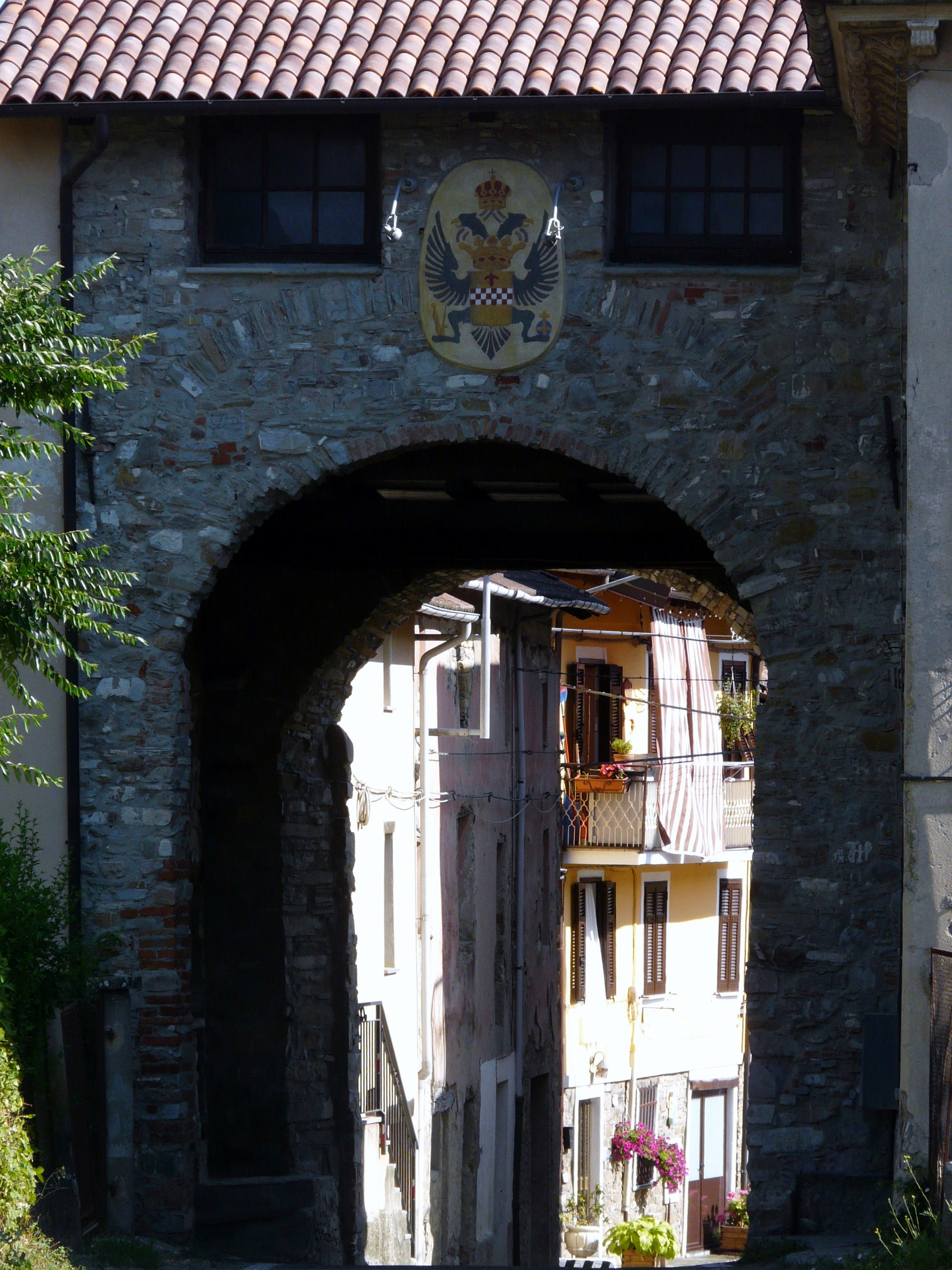
Porta Sisola

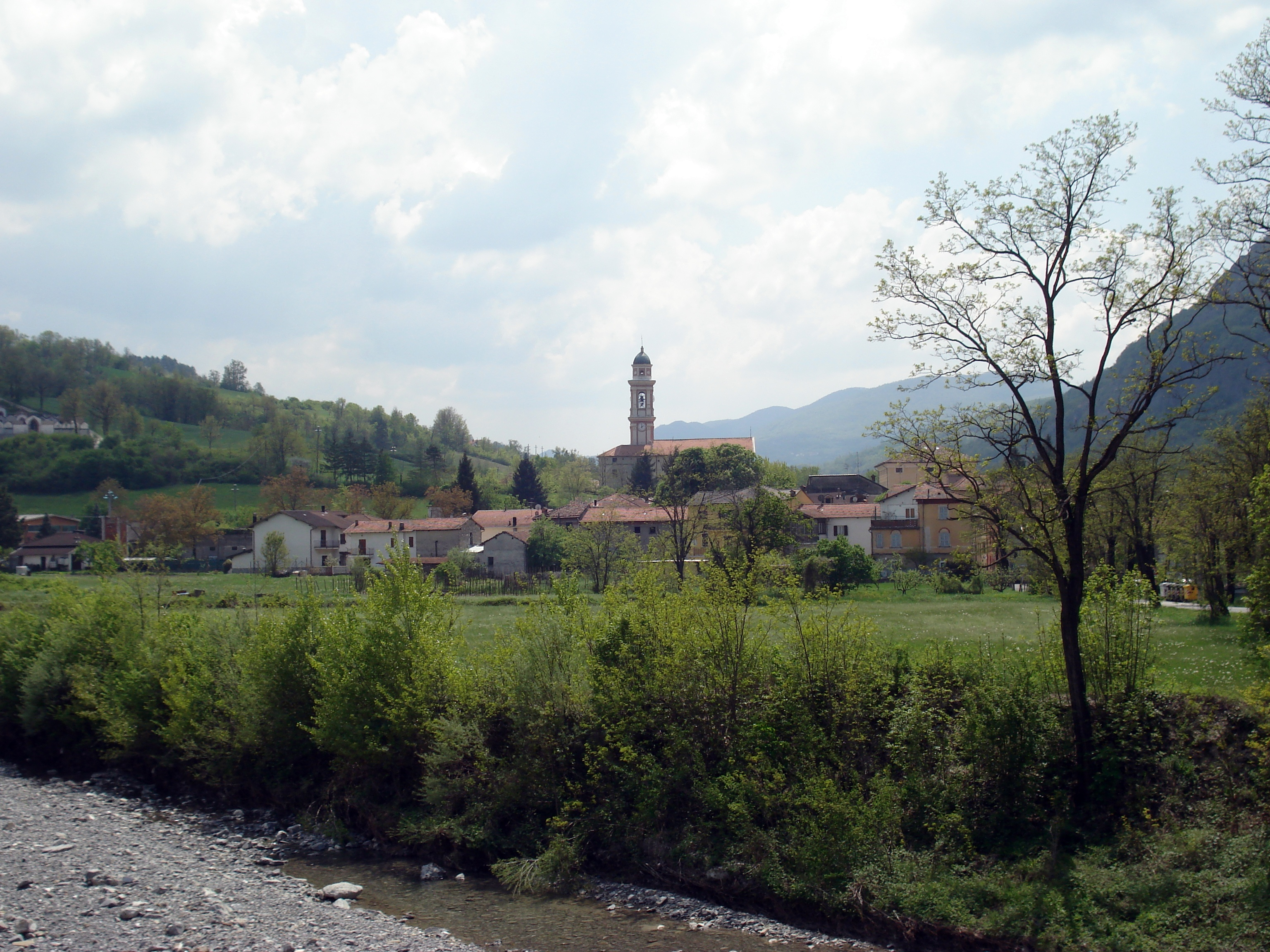
Altra immagine di Rocchetta Ligure
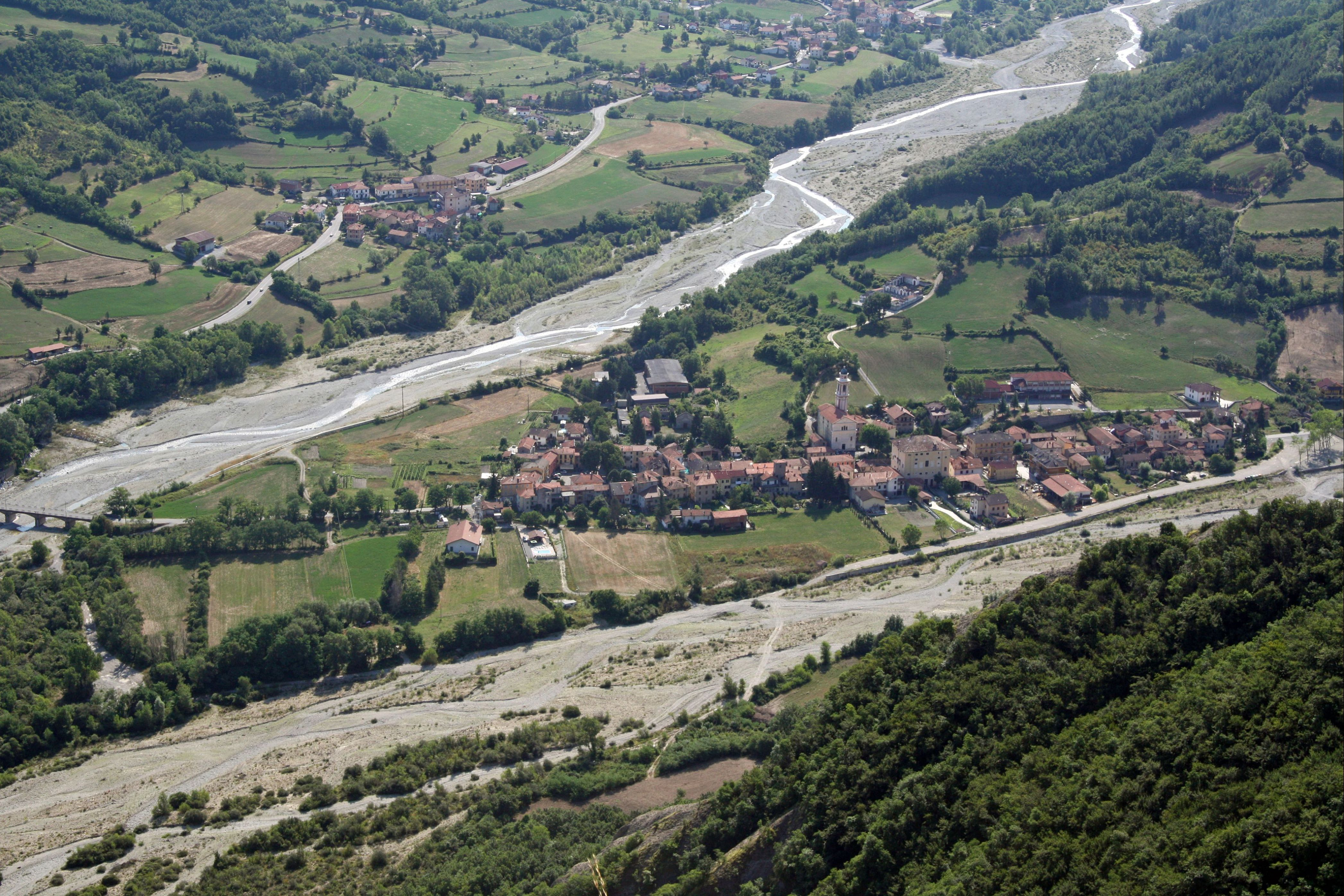
Vista di Rocchetta Ligure (390 m) dalla Croce degli Alpini (830 m)
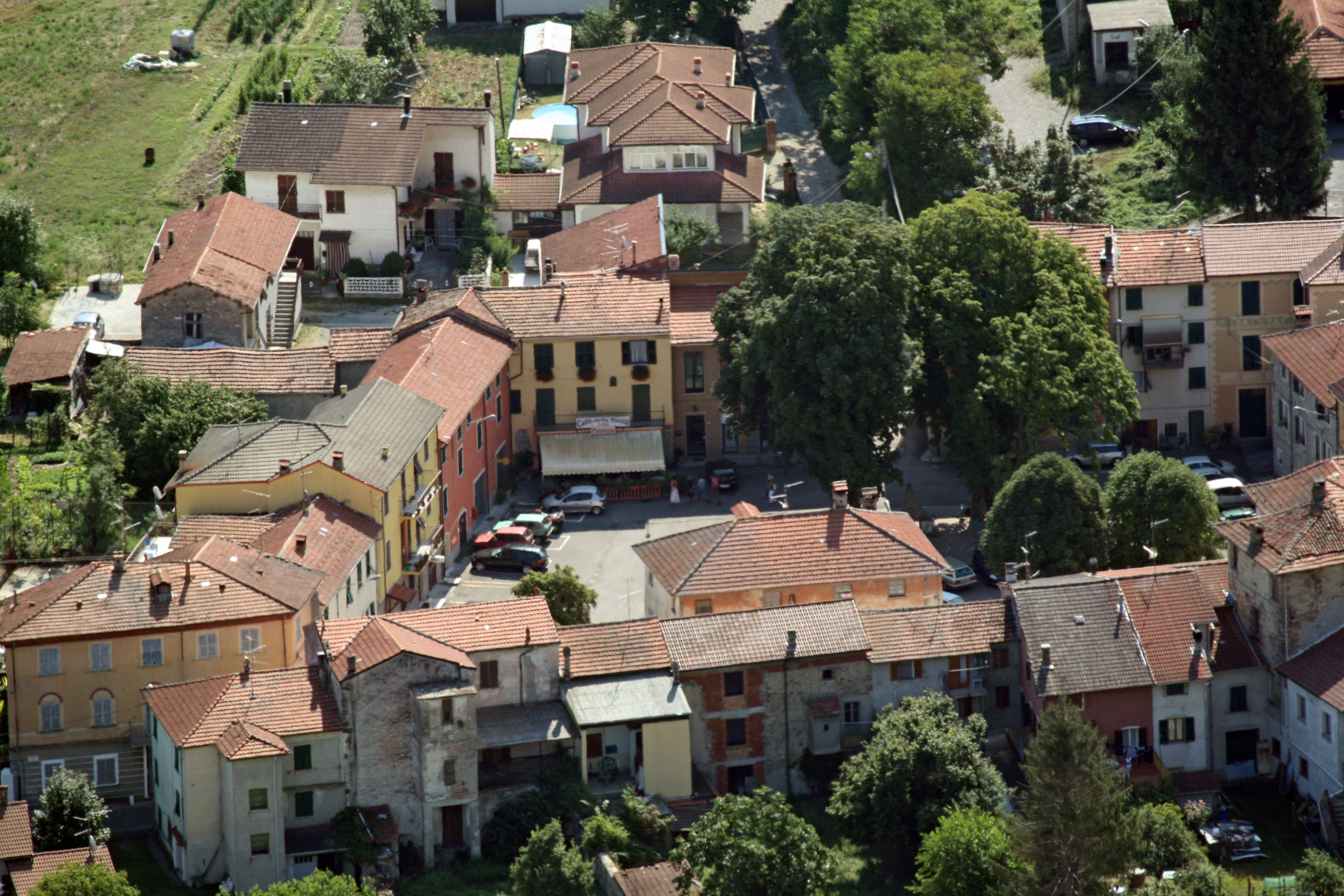
Piazza Regina Margherita a Rocchetta Ligure